# Thorigné-en-Charnie
Thorigné-en-Charnie település Franciaországban, Mayenne megyében. Lakosainak száma 190 fő (2022. január 1.). Thorigné-en-Charnie Viré-en-Champagne, Bannes, Saint-Pierre-sur-Erve, Saulges, Saint-Denis-d’Orques és Blandouet-Saint Jean községekkel határos.

## Népesség
A település népessége az elmúlt években az alábbi módon változott:
| Lakosok száma | 276  | 201  | 181  | 161  | 191  | 193  | 195  | 194  | 191  | 190  |
|               | 1968 | 1982 | 1990 | 2006 | 2013 | 2015 | 2017 | 2019 | 2020 | 2022 |